# Bernard Sesé
Bernard Sesé (Neuilly-sur-Seine, 27 de abril de 1929 - París, 6 de noviembre de 2020) fue un ensayista y poeta francés. 
Estudió en la Facultad de Ciencias de París antes de interesarse por los estudios hispánicos, tarea que culminará en 1956 obteniendo una cátedra de enseñanza media. Paralelamente, estudió Psicología en la Universidad de París VII. Ejerció la docencia de Lengua y Literatura Españolas en las universidades de Rabat y París La Sorbona, y fue nombrado en 1980 catedrático de Literatura Española en la de París 10-Nanterre.
En 1996 es designado miembro correspondiente de la Real Academia Española por sus prestigiosos trabajos sobre autores españoles. También ha traducido al francés muchas obras de Juan Ramón Jiménez. Forma parte del comité de redacción de la revista Sigila y, como catedrático emérito, sigue formando a numerosos hispanistas en su país.
Su labor literaria se centró en la poesía, también como creador. Publicó Claires paroles (Palabras claras) y Discipline de l'arcane (Disciplina de lo arcano). La poesía de Bernard Sesé es fruto de la necesidad de iluminar la realidad a través de la palabra. Poesía que indaga en lo secreto para hacer accesible lo que está más allá del propio conocimiento. Muy sugerentes, sus poemas se orientan hacia lo esencial y duradero. Siempre ajena a lo sentimental, la poesía de Sesé se centra en la inteligencia y la percepción, con un verso denso, sin ornato ni artificio extremados, de fuerte raíz simbólica.